# Ranunculus silvisteppaceus
Ranunculus silvisteppaceus là một loài thực vật có hoa trong họ Mao lương. Loài này được Dubovik miêu tả khoa học đầu tiên năm 1968.